# Assedio di Odani
L'assedio del castello di Odani (小谷城の戦い?, Odani-jō no Tatakai) fu l'ultima resistenza del clan Azai contro l'espandersi di Oda Nobunaga durante il periodo Sengoku.
Nobunaga conquistò il castello di Odani e Azai Nagamasa, persa ogni speranza di vincere, commise seppuku assieme a suo figlio. Nagamasa sapeva che non avrebbe potuto vincere questa battaglia e fin dall'inizio consegnò sua moglie Oichi, sorella di Nobunaga, e le sue tre figlie al clan Oda, salvandole dalla morte.. La consegna della moglie e delle figlie al suo odiato nemico divenne una scena sentimentale comune nella tradizionale Arte giapponese.
Prima di commettere seppuku Nagamasa cercò un ultimo attacco al campo principale di Nobunaga ma fu respinto. Asakura Yoshikage cercò di portare aiuto a Nagamasa ma fu fermato e costretto a ritirarsi prima a Hikida e poi nella provincia di Echizen.